# Championnats d'Europe de skeleton 2012
Navigation
Édition précédente Édition suivante
Les championnats d'Europe de skeleton 2012, dix-huitième édition des championnats d'Europe de skeleton, ont lieu les 6 et 7 janvier 2012 à Altenberg, en Allemagne. L'épreuve masculine est remportée par le Letton Martins Dukurs devant son frère Tomass Dukurs et l'Allemand Alexander Kröckel tandis que l'Allemande Anja Huber gagne l'épreuve féminine devant sa compatriote Katharina Heinz et la Britannique Shelley Rudman.